# World Light Heavyweight Championship (National Wrestling Association)
El World Light Heavyweight Championship, fue un Campeonato Mundial de lucha libre perteneciente a la National Wrestling Association (NWA), una rama de la National Boxing Association (NBA). Fue impugnada para luchadores que se encontraban con un límite de peso de 175 lb (79 kg). El título tuvo existencia desde 1930 hasta 1952.

## Lista de campeones
| Luchador        | N.º             | Fecha                    | Días | Show o evento           | Notas |
| --------------- | --------------- | ------------------------ | ---- | ----------------------- | --- |
| Hugh Nichols    | 1               | 4 de abril de 1930       | 1431 | Cincinnati, Ohio        | Ver listaDerrotó a Joe Banaski en la final de un torneo para convertirse en el primer campeón. Frank Wolf derrotó a Nichols en marzo de 1933 en Dallas, Texas, pero la NBA declaró que Nichols realizó una celada y fue removido del título. Nichols derrotó a Wolf en julio de 1933 en una revancha en Oklahoma City, Oklahoma. |
| Leroy McGuirk   | 1               | 5 de marzo de 1934       | 1125 | Tulsa, Oklahoma         | |
| Bobby Roberts   | 1               | 3 de abril de 1937       | 46   | Tulsa, Oklahoma         | |
| Hugh Nichols    | 2               | 19 de mayo de 1937       | 46   | Oklahoma City, Oklahoma | |
| Wild Red Berry  | 1               | 6 de junio de 1937       | 145  | Oklahoma                | |
| Danny McShain   | 1               | 11 de octubre de 1937    |      | Hollywood, California   | |
| Leroy McGuirk   | 2               | 12 de junio de 1938      | 146  |                         | |
| Danny McShain   | 2               | 5 de noviembre de 1938   |      | Hollywood, California   | |
|                 |                 |                          |      |                         | |
| Bob Gregory     | 1               | diciembre de 1939        |      |                         | |
|                 |                 |                          |      |                         | |
| Jesse James     | 1               | 22 de abril de 1940      | 133  | Tulsa, Oklahoma         | |
| Wild Red Berry  | 2               | 2 de septiembre de 1940  | 336  | Hollywood, California   | |
| Paavo Katonan   | 1               | 4 de agosto de 1941      | 21   | Hollywood, California   | |
| Danny McShain   | 3               | 25 de agosto de 1941     | 7    | Hollywood, California   | |
| Wild Red Berry  | 3               | 1 de septiembre de 1941  | 91   | Hollywood, California   | |
| Billy Varga     | 1               | 1 de diciembre de 1941   | 21   | Hollywood, California   | |
| Wild Red Berry  | 4               | 22 de diciembre de 1941  |      | Hollywood, California   | |
| Billy Rayburn   | 1               | agosto de 1942           |      | Tulsa, Oklahoma         | |
| Billy Varga     | 2               | 22 de marzo de 1943      | 35   | Hollywood, California   | |
| Gorilla Ramos   | 1               | 26 de abril de 1943      | 168  | Hollywood, California   | |
| Wild Red Berry  | 5               | 11 de octubre de 1943    | 77   | Hollywood, California   | |
| The Gray Mask   | 1               | 27 de diciembre de 1943  | 77   | Hollywood, California   | |
| Gorilla Ramos   | 2               | 13 de marzo de 1944      | 14   | Hollywood, California   | |
| The Gray Mask   | 2               | 27 de marzo de 1944      | 28   | Hollywood, California   | |
| Wild Red Berry  | 6               | 24 de abril de 1944      | 231  | Hollywood, California   | |
| Dick Trout      | 1               | 11 de diciembre de 1944  | 42   | Hollywood, California   | |
| Danny McShain   | 4               | 22 de enero de 1945      | 63   | Hollywood, California   | |
| Dick Trout      | 2               | 26 de marzo de 1945      | 21   | Hollywood, California   | |
| Danny McShain   | 5               | 16 de abril de 1945      | 147  | Hollywood, California   | |
| Wild Red Berry  | 7               | 10 de septiembre de 1945 | 126  | Hollywood, California   | |
| Ernie Piluso    | 1               | 14 de enero de 1946      | 91   | Hollywood, California   | |
| Danny McShain   | 6               | 15 de abril de 1946      | 30   | Hollywood, California   | |
| Ernie Piluso    | 2               | 15 de mayo de 1946       | 96   | Hollywood, California   | |
| Martino Angelo  | 1               | 19 de agosto de 1946     | 28   | Hollywood, California   | |
| Danny McShain   | 7               | 16 de septiembre de 1946 | 7    | Hollywood, California   | |
| Martino Angelo  | 2               | 23 de septiembre de 1946 | 126  | Hollywood, California   | |
| Danny McShain   | 8               | 27 de enero de 1947      | 14   | Hollywood, California   | |
| Martino Angelo  | 3               | 10 de febrero de 1947    | 84   | Hollywood, California   | |
| Danny McShain   | 9               | 5 de mayo de 1947        | 120  | Hollywood, California   | |
| Wild Red Berry  | 8               | 2 de septiembre de 1947  | 11   | San Diego, California   | |
| Danny McShain   | 10              | 13 de septiembre de 1947 |      | Visalia, California     | |
| Wild Red Berry  | 9               | 1947                     |      | San Diego, California   | |
| Jan Blears      | 1               | 10 de noviembre de 1947  |      | Phoenix, Arizona        | |
|                 |                 |                          |      |                         | |
| Andy Tremaine   | 1               | 18 de abril de 1950      |      | El Paso, Texas          | Ver listaDerrotó a Monte LaDue para ganar el título. |
| Título retirado | Título retirado | 1952                     |      |                         | |